# Hemipenthes maurus
Hemipenthes maurus är en tvåvingeart som först beskrevs av Carl von Linné 1758.  Hemipenthes maurus ingår i släktet Hemipenthes, och familjen svävflugor. Arten är reproducerande i Sverige.